# May Moss
Alice Frances Mabel Wilson, más conocida como Alice "May" Moss (27 de abril de 1869 - 18 de julio de 1948) fue una trabajadora social y activista por los derechos de las mujeres australiana.

## Biografía
Alice Frances Mabel Wilson nació en Ballarat y se educó en el Presbyterian Ladies 'College en East Melbourne. Se casó con el ganadero Isidoro Henry Moss en marzo de 1887 y tuvieron dos hijas. 

## Carrera
Mientras sus hijas eran pequeñas, comenzó a hacer campaña por los derechos de las mujeres y se desempeñó como vicepresidenta de la Liga Nacional de Mujeres de Australia en 1906–14, durante ese tiempo hizo una campaña activa en Victoria por el sufragio femenino. Fue miembro del Consejo Nacional de Mujeres de Victoria desde su formación en 1904. En 1914, renunció a su puesto de vicepresidenta de la Liga Nacional de Mujeres de Australia al comienzo de la Primera Guerra Mundial para convertirse en la (entonces) única miembro femenina del comité de reclutamiento victoriano para los Servicios Armados.
Fue delegada australiana en la Asamblea de la Liga de las Naciones en Ginebra en 1927, siendo la primera en formar parte de un comité de finanzas. Asistió al Consejo Internacional de Mujeres en Ginebra en el mismo año y en 1928 fue elegida vicepresidenta de la ICW, cargo que ocupó hasta su muerte. 
Fue la primera presidenta del Consejo Nacional de Mujeres de Australia, sirviendo desde 1931 hasta 1936. Participó en la organización del centenario de las celebraciones de Melbourne, estuvo en el ejecutivo del Consejo de Celebraciones del Centenario de Victoria y Melbourne y presidió el Consejo del Centenario de la Mujer. Fue la primera miembro no profesional del Consejo Nacional de Salud e Investigación Médica. 
Falleció el 18 de julio de 1948, en un hospital privado en Melbourne.